# 김 솔 다니엘
김 솔 다니엘(1990년 11월 24일 ~)은 오스트리아 출신의 첼리스트다.

## 방송
- 슈퍼밴드2 (2021) - Top44(42위)

## 음반
- Bach & Boccherini in 415 (2020)
- 슈퍼밴드2 - Episode.5 (2021)
- 슈퍼밴드2 - Episode.6 (2021)
- 슈퍼밴드2 - Episode.9 (2021)

### 첼로가야금
- South Wave, North Wind (2018)
- 놀이 (play) (2019)

## 공연
- 청춘만발 (2020)
- 국립국악원 요일별 기획공연 금요공감 (2020)
- 한국음악의 악(樂), 가(歌), 무(舞) (2019)
- South Wave North Wind (2018)
- 2021 금욜로 시리즈 ⌜첼로가야금 CELLOGAYAGEUM⌟ - 포항 (2021)
- 벨잇코 온라인 페스티벌 (2021)
- 예술의전당 여름음악축제_첼리스트 김 솔 다니엘 (2022)

## 수상
- 정동극장 청춘만발 올해의 아티스트 (2020)
- 수림뉴웨이브상 (2018)